# Fight for My Way
Fight for My Way (hangul: 쌈 마이웨이; RR: Ssam Maiwei), es una serie de televisión surcoreana transmitida del 22 de mayo del 2017 hasta el 11 de julio del 2017 por medio de la cadena KBS2.
La serie contó con la participación invitada de los actores Jo Mi-ryung, Jin Ji-hee, In Gyo-jin, Hwang Bo-ra, Z.Hera, Kim Tae-rang, Yoon Ji-yeon, Jung Soo-young, Shin Yong-moon, Kim Dae-hwan, entre otros.

## Historia
La serie sigue a cuatro fantásticos amigos conocidos como "The Crazy Fantastic Four", que se conocen desde la niñez y han siendo mejores amigos desde entonces, ahora adultos jóvenes los cuatro luchan por sobrevivir, sentir el amor y tener éxito en sus carreras.
Ko Dong-man, es un exjugador de taekwondo que solía ser famoso, pero termina convirtiéndose en un exterminador después de abandonar sus sueños debido a su doloroso pasado, mientras Choi Ae-ra, es una mujer que trabaja en la mesa de información de un centro comercial, pero que sueña con convertirse en presentadora de las noticias, sin embargo se ve enfrentada a varias humillaciones por parte de Park Hye-ran.
Junto a ellos están sus dos mejores amigos Kim Joo-man, quien es considerado el “cerebro” de la compañía “Foolish Fantastic Four” y Baek Seol-hee, su novia desde hace seis años, sin embargo su relación se pondrá a prueba cuando llega una nueva empleada.
Pronto la larga amistad entre Dong-man y Ae-ra, comenzará a evolucionar y terminará convirtiéndose en una relación.

## Reparto

### Personajes principales
| Actor         | Personaje     | Ocupación | N.º de episodios | Duración |
| ------------- | ------------- | --------- | ---------------- | -------- |
| Park Seo-joon | Ko Dong-man   | -         | 16               | 2017     |
| Kim Ji-won    | Choi Ae-ra    | -         | 16               | 2017     |
| Ahn Jae-hong  | Kim Joo-man   | -         | 16               | 2017     |
| Song Ha-yoon  | Baek Seol-hee | -         | 16               | 2017     |

### Personajes recurrentes
| Actor           | Personaje      | Ocupación                     | N.º de episodios | Duración |
| --------------- | -------------- | ----------------------------- | ---------------- | -------- |
| Son Byong-ho    | Ko Hyung-shik  | Padre de Dong-man             | -                | 2017     |
| Kim Ye-ryung    | Park Soon-yang | Madre de Dong-man             | -                | 2017     |
| Cho Eun-yoo     | Ko Dong-hee    | Hermana menor de Dong-man     | -                | 2017     |
| Kim Sung-oh     | Hwang Jang-ho  | Mentor y amigo de Dong-man    | -                | 2017     |
| Jeon Bae-soo    | Choi Cheon-gap | Papá de Ae-ra                 | -                | 2017     |
| Jin Hee-kyung   | Hwang Bok-hee  | Madre de Ae-ra                | -                | 2017     |
| Kang Ki-doong   | Jang Kyung-koo | Productor / Amigo de Dong-man | -                | 2017     |
| Lee Elijah      | Park Hye-ran   | Exnovia de Dong-man           | -                | 2017     |
| Pyo Ye-jin      | Jang Ye-jin    | -                             | -                | 2017     |
| Kim Hee-chang   | Choi           | Jefe de Joo-man               | -                | 2017     |
| Lee Jung-eun    | Geum-bok       | Madre de Seol-hee             | -                | 2017     |
| Kim Hak-sun     | Baek Jang-soo  | Padre de Seol-hee             | -                | 2017     |
| Kim Kun-woo     | Kim Tak-soo    | Luchador                      | -                | 2017     |
| Chae Dong-hyun  | Yang Tae-hee   | Mánager de Tak-suk            | -                | 2017     |
| Yang Ki-won     | Choi Won-bo    | Entrenador de Tak-suk         | -                | 2017     |
| Julien Kang     | John Karellas  | Entrenador de Dong-man        | -                | 2017     |
| Kwak Si-yang    | Kim Nam-il     | Hijo de Hwang Bok-hee         | -                | 2017     |
| Choi Woo-shik   | Park Moo-bin   | Doctor / Amigo de Dong-man    | -                | 2017     |
| Lee Chae-eun    | -              | -                             | -                | 2017     |
| Gong Sang-ah    | -              | -                             | -                | 2017     |
| Lee Seo-hwan    | -              | -                             | -                | 2017     |
| Baek Ji-won     | -              | -                             | -                | 2017     |
| Kim Jae-cheol   | -              | -                             | -                | 2017     |
| Jung Bo-ram     | -              | -                             | -                | 2017     |
| Yoo Min-joo     | -              | -                             | -                | 2017     |
| Park Ye-jin     | -              | -                             | -                | 2017     |
| Yoon Yeo-hak    | -              | -                             | -                | 2017     |
| Cha Sang-mi     | -              | -                             | -                | 2017     |
| Kim Se-joon     | -              | -                             | -                | 2017     |
| Park Seung-chan | -              | -                             | -                | 2017     |
| Han Geu-rim     | -              | -                             | -                | 2017     |
| Ji Sung-geun    | -              | -                             | -                | 2017     |
| Choi Na-moo     | -              | -                             | -                | 2017     |
| Kwak Dong yeon  | Kim Moo-ki     | exnovio de Ae-ra              | -                | 2017     |
| Yoon Na-moo     | -              | -                             | -                | 2017     |
| Park Hoon       | -              | -                             | -                | 2017     |
| Yoon Sa-bong    | Kim Joo-hye    | -                             | -                | 2017     |

### Otros personajes
| Actor          | Personaje | Ocupación                | Episodio donde apareció | Duración |
| -------------- | --------- | ------------------------ | ----------------------- | -------- |
| Park Kyu-young | -         | -                        | 16                      | 2017     |
| Jo Mi-ryung    | -         | Cliente VIP de la Tienda | 5                       | 2017     |
| Go Geon-han    | -         | Colega de Park Moo-bin   | 2, 7                    | 2017     |

### Personajes invitados
| Actor          | Personaje  | Ocupación           | Episodio(s) donde apareció | Duración |
| -------------- | ---------- | ------------------- | -------------------------- | -------- |
| Oh Eui-shik    | Gerente Oh | Manager de Dong-man | 2-3                        | 2017     |
| Yang Kyung-won | Cho-yun    | Fotógrafo           | 16                         | 2017     |

## Episodios
La serie estuvo conformada por 16 episodios.
Fue emitida cada lunes y martes a las 22:00 horas (zona horaria de Corea (KST))

## Premios y nominaciones
| Año  | Categoría                          | Premio                          | Nominado/a                 | Resultado |
| ---- | ---------------------------------- | ------------------------------- | -------------------------- | --------- |
| 2018 | Mejor actor en Series Hallyu       | Seoul International Drama Award | Park Seo-joon              | Ganó      |
| 2018 | Excellence Award for Hallyu Dramas | Seoul International Drama Award | Fight for My Way           | Ganó      |
| 2018 | Mejor actor                        | 54th Baeksang Arts Award        | Park Seo-joon              | Nominado  |
| 2018 | Mejor actriz de reparto            | 54th Baeksang Arts Award        | Song Ha-yoon               | Nominada  |
| 2018 | Mejor actor de reparto             | 54th Baeksang Arts Award        | Ahn Jae-hong               | Nominado  |
| 2018 | Mejor serie                        | 54th Baeksang Arts Award        | Fight for My Way           | Nominado  |
| 2017 | Excellence Actor (Mini-Series)     | Premios KBS Drama               | Park Seo-joon              | Ganó      |
| 2017 | Excellence Actress (Mini-Series)   | Premios KBS Drama               | Kim Ji-won                 | Ganó      |
| 2017 | Mejor pareja                       | Premios KBS Drama               | Park Seo-joon y Kim Ji-won | Ganaron   |
| 2017 | Netizen Award                      | Premios KBS Drama               | Park Seo-joon              | Ganó      |
| 2017 | Netizen Award                      | Premios KBS Drama               | Kim Ji-won                 | Ganó      |
| 2017 | Mejor actriz de reparto            | 1st The Seoul Award             | Song Ha-yoon               | Nominada  |
| 2017 | Mejor actor de reparto             | 1st The Seoul Award             | Ahn Jae-hong               | Nominado  |
| 2017 | Gran Premio                        | 1st The Seoul Award             | Fight for My Way           | Nominado  |

## Producción
La serie fue dirigida por Lee Na-jeong y escrita por Im Sang-choon.
La producción estuvo a cargo de Yoon Jae-hyuk, con el apoyo del productor ejecutivo Moon Joon-ha, Kim Hee-yeol y Jeon San.
La primera lectura del script fue realizada el 24 de marzo del 2017 en el edificio "KBS Annex" en Yeouido, Seúl, Corea del Sur.
La música estuvo compuesta por Kim Marinelle.
La serie estuvo protagonizada por los actores Park Seo-joon, Kim Ji-won, Ahn Jae-hong y Song Ha-yoon.
Contó con la compañía productora "Pan Entertainment" y fue distribuida por Korean Broadcasting System (KBS).

### Popularidad
La serie fue líder durante su emisión y superó el índice de popularidad de TV durante tres semanas consecutivas, también fue elogiada por su trama realista.

## Emisiones internacionales
- Filipinas: GMA Network (2018).
- Hong Kong: TVB J2 (2018).
- Japón: WOWOW (2018).
- Perú: Willax (2019, 2020, 2021).
- Malasia: 8TV (2017).
- Singapur: Mediacorp Channel U (2018).
- Taiwán: Videoland Drama (2017).
- Ecuador: Teleamazonas (2019).